# Doddakallasandra, Bangalore South
Doddakallasandra là một làng thuộc tehsil Bangalore South, huyện Bangalore Urban, bang Karnataka, Ấn Độ.